# Jan Hendrikx (burgemeester)
J.P.M.M. (Jan) Hendrikx (Lierop, 17 juli 1944 – 11 november 2021) was een Nederlands politicus namens het CDA.
Hendrikx was wethouder in Someren voor hij in december 1990 benoemd werd tot burgemeester van Baarle-Nassau. In 2008 begon hij daar aan zijn vierde termijn als burgemeester.  Eind 2011 werd bekend dat hem per 1 juli 2012 eervol ontslag verleend is en dat Vincent Braam twee maanden later daar waarnemend burgemeester wordt.
Hendrikx overleed op 77-jarige leeftijd.